# Maud Wagner
Maud Stevens Wagner (Condado de Lyon, fevereiro de 1877 — Lawton, 30 de janeiro de 1961) foi uma artista circense e a primeira tatuadora conhecida nos Estados Unidos.

## Vida e carreira
Wagner nasceu em 1877, no Condado de Lyon, filha de David Van Buran Stevens e Sarah Jane McGee.
Wagner era uma acrobata e contorcionista, trabalhando em diversos circos itinerantes. Ela conheceu Gus Wagner, um tatuador que se descrevia como "o homem mais marcado artisticamente na América", na Exposição Universal de 1904, onde ela estava trabalhando como acrobata. Ela trocou um encontro romântico com ele por uma aula de tatuagem, e muitos anos depois eles estavam casados. Tiveram uma filha, Lotteva, que começou a tatuar com nove anos e fez disso uma profissão.
Como aprendiz de seu marido, Wagner aprendeu como fazer as tradicionais tatuagens "hand-poked" —apesar da invenção da máquina de tatuagem— e se tornou uma tatuadora. Juntos, os Wagner eram dois dos últimos tatuadores a trabalhar manualmente, sem a ajuda de máquinas de tatuagem modernas. Maud Wagner foi a primeira mulher conhecida a se tornar tatuadora nos Estados Unidos.
Após deixar o circo, Maud e Gus Wagner viajaram pelos Estados Unidos, trabalhando tanto como tatuadores quanto como "atrações tatuadas" em casas vaudeville, feiras e parques de diversão. A eles é atribuída a vinda da tatuagem para o interior do território, longe das cidades costeiras onde a prática iniciou-se.
Maud Wagner morreu dia 30 de janeiro de 1961, em Lawton, Oklahoma.